# Кнопф, Фернан
Ферна́н Кнопф (фр. Fernand Khnopff, полное имя Фернан-Эдмон-Жан-Мари Кнопф, 12 сентября 1858[…], Дендермонде, Восточная Фландрия — 12 ноября 1921[…], Брюссель) — бельгийский живописец, график, скульптор и историк искусства, главный представитель бельгийского символизма.

## Биография
Отец Кнопфа был судьей в Брюгге, принадлежал к аристократической австрийской семье, переселившейся в Бельгию в XVI веке. Кнопф вырос в Брюгге, позднее переехал с родителями в Брюссель и по настоянию своего отца сначала изучал юриспруденцию в Брюссельском свободном университете, но вскоре перевёлся в брюссельскую Академию художеств, где и началась его карьера как пейзажиста и портретиста. Его учителем был Ксавьер Меллери.
В 1877 году Фернан Кнопф побывал в Париже, где на него большое впечатление произвёл Эжен Делакруа. В Англии он познакомился с прерафаэлитами, которые оказали значительное влияние на формирование его индивидуального стиля — Бёрн-Джонс, Россетти, Уоттс. По словам Филиппа Жюллиана, это «один из тех редких декадентов, что являются художниками и эстетами». Он входит в образ светского денди: «Весьма проницательные металлические глазки, слегка заостренный подбородок, презрительный рот… прямая осанка, безупречный костюм, простота манер. Отвращение к неряшливости. Вчерашний пастор, почти превратившийся в денди». Таким видит его Верхарн.
В 1878 году на Всемирной выставке в Париже он познакомился с художником Гюставом Моро и в последующем обратился к символизму. Он считается одним из основателей группы Общество XX. В 1892 году работы Кнопфа участвовали в салоне Salon de la Rosenkreuzer|Rose-Croix, а также в выставке Венского сецессиона. В течение сорока лет художник воспроизводил Брюгге в многочисленных сериях, по памяти и по фотографиям. Часто он изображал абсолютно пустынный квартал, безлюдный, но аккуратный и ухоженный, без признаков флоры и фауны, строения, погруженные в беззвучный подсчет собственных кирпичиков и частиц. Несмотря на свою замкнутость, со временем Кнопф получил признание и почёт. Позднее он даже был награждён бельгийским орденом Леопольда.
В своих живописных работах Кнопф выбирает тёмные, слегка морбидные (болезненные, мертвенные) тона, которыми он удерживает на холсте мистические фантазии. В первую очередь Кнопф оказал влияние на немецкий символизм, например, на Франца фон Штука, и югендстиль. На картинах Кнопфа часто встречаются женские образы в виде сфинксов и химер: «Спящая гарпия», «Одиночество» (1894) и «Искусство, или Нежность сфинкса» (1896). Его творчество не ограничивается живописью — он занимался также скульптурой, пастелью, тонированным рисунком, гравюрой, декоративным оформлением театра «Де ла Монне» в Брюсселе, писал портреты и пейзажи и создавал иллюстрации.

## Галерея
- Искусство, или нежность сфинкса. 1896. Королевский музей изящных искусств. Брюссель
- Воспоминания. 1889. Королевский музей изящных искусств. Брюссель
- Портрет Жанны Кефер. 1885. Музей Гетти. Лос-Анджелес